# مارکوس دریکسون
مارکوس دریکسون (انگلیسی: Marcus Derrickson؛ زادهٔ ۱ فوریهٔ ۱۹۹۶) بازیکن بسکتبال اهل ایالات متحده آمریکا است.
از باشگاه‌هایی که در آن بازی کرده‌است می‌توان به گلدن استیت واریرز اشاره کرد.